# Colonia Linares
Colonia Linares is een plaats in het departement Tarija, Bolivia. Het is naar aantal inwoners de tweede grootste plaats van de gemeente Bermejo, gelegen in de provincie Aniceto Arce. 

## Bevolking
| Jaar | Populatie |
| ---- | --------- |
| 1992 | -         |
| 2001 | 1.008     |
| 2012 | 843       |